# 누진통
누진통(漏盡通)은 불교에서 부처의 신통력이다. 번뇌가 모두 사라지는 신통력이다.

## 설명
누진통을 제외한 나머지 다섯개의 신통력을 5신통이라고 부른다. 5신통을 갖추었다고해서 해탈하는게 아니며, 제6신통인 누진통을 얻어야 해탈한다.
누진통을 제외한 신족통, 천안통, 천이통, 타심통, 숙명통의 5신통은 사마타 수행을 통해서 얻을 수 있다.